# Шаверја (Јура)
Шаверја (фр. Chavéria) насеље је и општина у источној Француској у региону Франш-Конте, у департману Јура која припада префектури Лон ле Соније.
По подацима из 2011. године у општини је живело 230 становника, а густина насељености је износила 22,5 становника/km². Општина се простире на површини од 10,22 km². Налази се на средњој надморској висини од 540 метара (максималној 620 m, а минималној 380 m).

## Демографија
| 1962. | 1968. | 1975. | 1982. | 1990. | 1999. | 2011. |
| ----- | ----- | ----- | ----- | ----- | ----- | ----- |
| 199   | 202   | 167   | 137   | 141   | 171   | 230   |

График промене броја становника у току последњих година